# Konwój PQ-16
Konwój PQ-16 – konwój arktyczny z okresu II wojny światowej wysłany przez aliantów ze sprzętem wojennym i surowcami do ZSRR, które były niezbędne do prowadzenia dalszej walki przeciwko III Rzeszy. Konwój wypłynął z Hvalfjörður, na Islandii 21 maja 1942. 

## Skład i straty
Konwój składał się z 35 statków handlowych: 21 amerykańskich, 8 brytyjskich, 4 radzieckich, holenderskiego i panamskiego. Łączny tonaż przewożonego sprzętu wojskowego wynosił 125 000 ton (w tym m.in.: 201 samolotów, 468 czołgów i 3277 pojazdów wojskowych). 
Zatonęło 7 statków (3 brytyjskie i 4 amerykańskie), głównie w wyniku nalotów lotniczych, 6 statków dopłynęło do Archangielska, pozostałe do Murmańska. Utracono 32 000 ton sprzętu, w tym: 77 samolotów, 147 czołgów i 770 pojazdów.
W ochronie konwoju płynął polski niszczyciel ORP „Garland”, który w wyniku ataków bombowych odniósł ciężkie uszkodzenia i straty w ludziach (m.in. zginęło 22 członków załogi).